# Bötjärnen
Bötjärnen är en sjö i Dals-Eds kommun i Dalsland och ingår i Enningdalsälven-Glommas kustområde.